# 三吉聖王
三吉 聖王（みよし きよたか、1985年7月10日 - ）は、東京都八王子市出身の元プロサッカー選手。サッカー指導者。現役時代のポジションは、ディフェンダー。

## 来歴
亜細亜大学を卒業後に南米に渡ると、アルゼンチンのエストゥディアンテス・デ・ラ・プラタにアマチュア留学生として練習に数日参加。2010年から2012年まではウルグアイ2部のCAボストン・リーベルでプレーした。
2012年8月、清水エスパルスに加入するも、半年で退団。
2013年からは古巣であるCAボストン・リーベルに復帰。その後、11月の試合で前十字靭帯を断裂し、治療のため退団。帰国し、1年間手術とリハビリを行う。
2015年にウルグアイ2部のロチャFCと契約。
その後、東京都八王子市のサッカースクール、ジュニアユースを代表として立ち上げる。

## 所属クラブ
ユース経歴
- 国府ジュニアサッカークラブ (大磯町立国府小学校)
- 大磯町立国府中学校
- 2001年 - 2003年 国士舘高等学校
- 2004年 - 2007年 亜細亜大学

プロ経歴
- 2010年 - 2012年  CAボストン・リーベル
- 2012年8月 - 12月  清水エスパルス
- 2013年  CAボストン・リーベル
- 2015年  ロチャFC
- 2017年  CAプラテンセ

## 個人成績
| 国内大会個人成績 | 国内大会個人成績   | 国内大会個人成績 | 国内大会個人成績 | 国内大会個人成績 | 国内大会個人成績 | 国内大会個人成績 | 国内大会個人成績 | 国内大会個人成績 | 国内大会個人成績 | 国内大会個人成績 | 国内大会個人成績 |
| 年度             | クラブ             | 背番号           | リーグ           | リーグ戦         | リーグ戦         | リーグ杯         | リーグ杯         | オープン杯       | オープン杯       | 期間通算         | 期間通算         |
| 年度             | クラブ             | 背番号           | リーグ           | 出場             | 得点             | 出場             | 得点             | 出場             | 得点             | 出場             | 得点             |
| ウルグアイ       | ウルグアイ         | ウルグアイ       | ウルグアイ       | リーグ戦         | リーグ戦         | リーグ杯         | リーグ杯         | オープン杯       | オープン杯       | 期間通算         | 期間通算         |
| ---------------- | ------------------ | ---------------- | ---------------- | ---------------- | ---------------- | ---------------- | ---------------- | ---------------- | ---------------- | ---------------- | ---------------- |
| 2009-10          | ボストン・リーベル |                  | セグンダ         |                  |                  | -                | -                | -                | -                |                  |                  |
| 2010-11          | ボストン・リーベル |                  | セグンダ         |                  |                  | -                | -                | -                | -                |                  |                  |
| 2011-12          | ボストン・リーベル |                  | セグンダ         |                  |                  | -                | -                | -                | -                |                  |                  |
| 日本             | 日本               | 日本             | 日本             | リーグ戦         | リーグ戦         | リーグ杯         | リーグ杯         | 天皇杯           | 天皇杯           | 期間通算         | 期間通算         |
| 2012             | 清水               | 36               | J1               | 3                | 0                | 0                | 0                | 0                | 0                | 3                | 0                |
| ウルグアイ       | ウルグアイ         | ウルグアイ       | ウルグアイ       | リーグ戦         | リーグ戦         | リーグ杯         | リーグ杯         | オープン杯       | オープン杯       | 期間通算         | 期間通算         |
| 2013-14          | ボストン・リーベル |                  | セグンダ         |                  |                  | -                | -                | -                | -                |                  |                  |
| 2014-15          | ロチャ             |                  | セグンダ         |                  |                  | -                | -                | -                | -                |                  |                  |
| 通算             | ウルグアイ         | ウルグアイ       | セグンダ         | 33               | 3                | -                | -                | -                | -                | 33               | 3                |
| 通算             | 日本               | 日本             | J1               | 3                | 0                | 0                | 0                | 0                | 0                | 3                | 0                |
| 総通算           | 総通算             | 総通算           | 総通算           | 36               | 3                | 0                | 0                | 0                | 0                | 36               | 3                |

- Jリーグ初出場 - 2012年9月1日 J1第24節 対コンサドーレ札幌 (札幌ドーム)